# Meia lua de compasso
O Rabo de arraia (cauda de arraia) ou meia-lua de compasso é uma técnica distinta encontrada nas artes marciais do engolo e da capoeira, que combina uma manobra evasiva com um chute reverso.
É considerado um dos chutes mais poderosos e eficientes da capoeira e um dos movimentos mais icônicos, junto com a rasteira. Inclusive, acredita-se que o nível de habilidade geral de um capoeirista pode ser avaliado pela força e velocidade com que ele consegue executar uma meia-lua de compasso.
O chute é realizado com o calcanhar. Ele é amplamente utilizado no "jogo baixo."

## Nomes
Na literatura, esse golpe é chamado tanto de meia-lua de compasso quanto de rabo de arraia. Rabo de arraia (cauda de arraia) é um termo geral usado na capoeira para chutes invertidos sobre a cabeça, incluindo a meia-lua de compasso e o escorpião.
No engolo, a classe de chutes giratórios com as mãos no chão é chamada de okuminunina ou okusanene komima em línguas bantu.

## Origem
A meia-lua de compasso, junto com muitos outros movimentos que hoje são considerados marca registrada da capoeira, foi desenvolvida dentro da arte marcial angolana engolo. As posições invertidas do engolo e da capoeira, incluindo a bananeira, aú e rabo de arraia, acredita-se que tenham se originado do uso de paradas de mão por xamãs bantos, que imitavam seus ancestrais, que caminhavam de cabeça para baixo no mundo espiritual.
Um mito descreve como os escravos africanos que criaram a capoeira foram forçados a desenvolver suas técnicas enquanto tinham as mãos acorrentadas, o que deu origem aos golpes rodados, nos quais as mãos eram colocadas no chão para sustentar o corpo.

## História

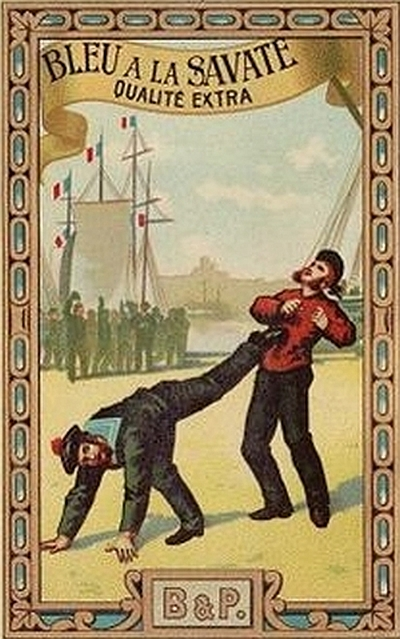
Uma ilustração de savate do século XIX, mostrando marinheiros franceses aplicando um golpe semelhante ao rabo de arraia.

Um dos primeiros registros de chutes invertidos no Brasil é da Bahia do século XVIII. Um caso da Inquisição relatou sobre um africano liberto chamado João, que tinha a habilidade de ficar "possuído" e se comunicar com os ancestrais. Para isso, ele precisava "andar com um pé, lançando o outro violentamente sobre o ombro."
No século XIX, o "rabo de arraia" era um golpe popular na capoeira carioca do Rio de Janeiro. Há também ilustrações da mesma época que mostram marinheiros franceses, praticantes de savate, utilizando o mesmo golpe.
Em 1909, um combate famoso ocorreu quando o capoeirista Ciríaco da Silva derrotou o campeão japonês de jujitsu Sado Miyako com o golpe rabo de arraia. Embora geralmente se interprete que ele usou uma meia lua de compasso, na verdade foi uma variação do rabo de arraia conhecida atualmente como escorpião.
A meia-lua de compasso foi introduzida nas artes marciais mistas em 2009 pelo lutador brasileiro Marcus "Lelo" Aurélio (também conhecido como Professor Barrãozinho), que nocauteou seu adversário Keegan Marshall com ela. Ele foi seguido em 2011 por Cairo Rocha, que nocauteou Francesco Neves com uma meia-lua de compasso.
Em 2017, Ollie Flint nocauteou Aaron Grey com uma meia-lua, embora o resultado tenha sido alterado para "no contest" devido a razões externas. No ano seguinte, Elizeu Zaleski dos Santos utilizou uma meia-lua de compasso sem apoio das mãos para nocautear Sean Strickland no UFC 224. Em 2022, Manny Apkan aplicou outro nocaute com meia-lua de compasso em Connor Hitchens durante o Cage Warriors.

## Técnica

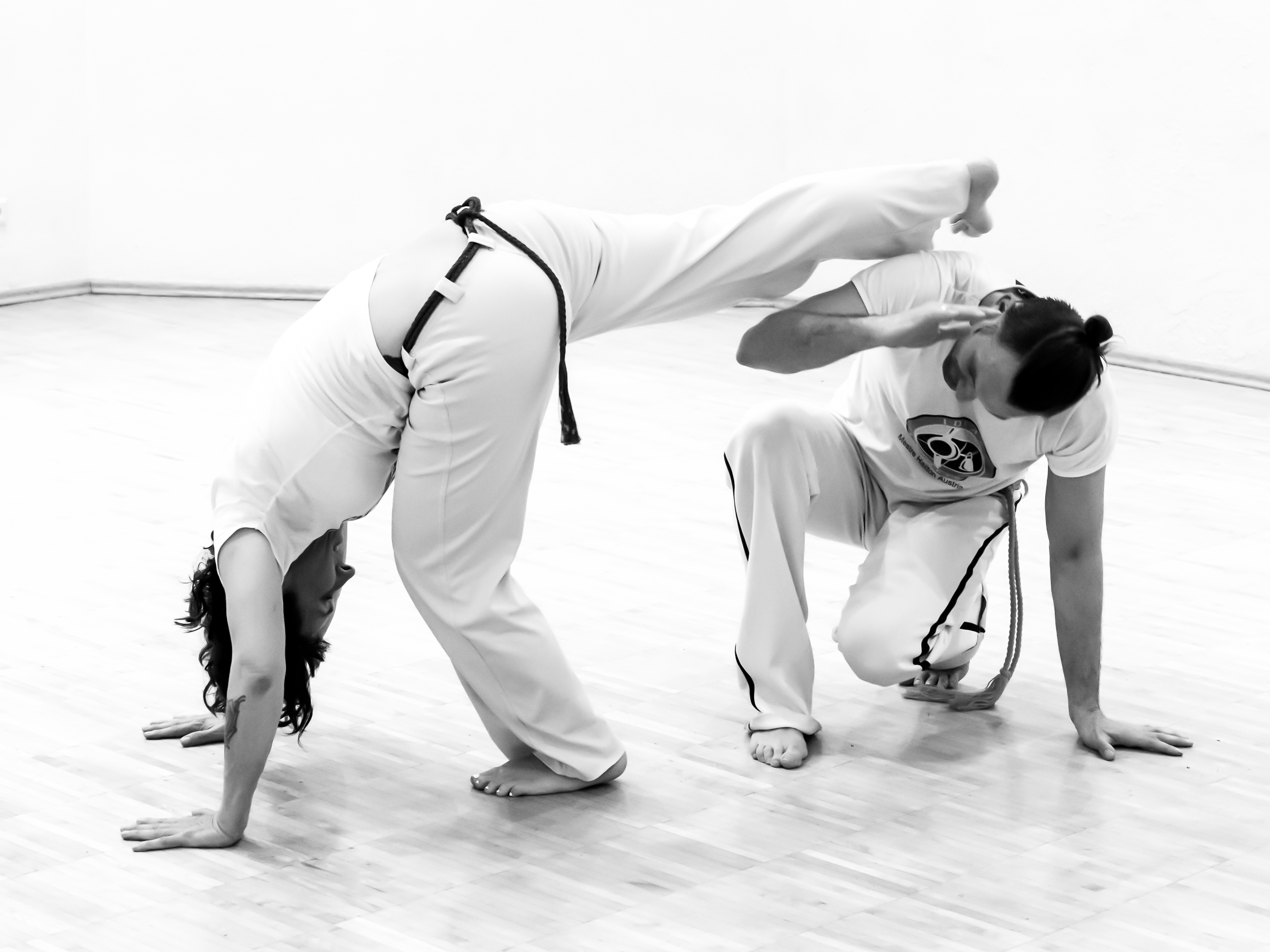
Rabo de arraia

O rabo de arraia pode ser executado a partir da ginga ou da posição no chão conhecida como negativa. O movimento de balanço da cabeça e do tronco para baixo, saindo da ginga, gera o momentum adicional para o chute. Antes de chutar, é fundamental posicionar as mãos no chão e mirar o alvo através delas.
A meia lua de compasso pode ser realizada com ambas as mãos no chão ou com uma mão no chão e a outra protegendo o rosto.
O movimento do chute segue uma rotação similar a um chicote. A perna que executa o chute é lançada com força em um arco amplo, com o calcanhar apontado para o alvo. O chute atravessa o alvo e termina no chão, no mesmo ponto onde começou. A perna que chuta deve permanecer bem reta, enquanto a perna de suporte pode estar flexionada. Para permitir que a perna que chuta se mova livremente, o corpo gira ao redor da perna de suporte. Durante a rotação do corpo, um braço e uma perna naturalmente se levantam do chão. Após o chute, o jogador retorna à posição de ginga.
O chute geralmente tem como alvo a cabeça do oponente. A área de contato pode ser a parte lateral do pé ou o calcanhar do pé que executa o movimento. O rabo de arraia pode ser aplicado em várias partes do corpo, o que o torna mais complexo do que aparenta à primeira vista. Ele pode ser direcionado para diferentes áreas do corpo do oponente, incluindo rosto, peito, costelas e abdômen. O chute possui várias modalidades, dependendo de onde é aplicado. É altamente adaptável, podendo girar em direção ao oponente a partir de diferentes ângulos, com mudanças rápidas de direção.
Se o chute começa de uma posição em pé ou semi-agachada, o capoeirista torce o corpo para um lado, colocando uma ou ambas as mãos no chão para equilíbrio, e lança a perna oposta ao ar em um movimento semicircular que termina com o calcanhar atingindo o oponente, geralmente na cabeça, ou completando o giro para retornar à posição de ginga. A força do chute deriva sua energia de uma força centrípeta similar ao movimento de um taco de golfe.

## Variações

### Com uma mão
Alguns jogadores executam a meia lua de compasso com uma mão no chão enquanto a outra protege o rosto. Essa variação é conhecida como Meia-lua presa.

### Sem mãos
A Meia-lua solta é uma variação do golpe básico executada sem colocar as mãos no chão. Essa versão é semelhante à meia lua de compasso, exceto que as mãos são mantidas próximas ao corpo para proteger o rosto.
Alguns capoeiristas realizam essa variação simplesmente lançando a perna para trás enquanto giram o corpo, garantindo que o calcanhar atinja o oponente à frente. Embora mais rápida que a técnica básica, é consideravelmente mais arriscada. Este golpe poderoso deve ser realizado com cautela, especialmente por ou contra jogadores menos experientes. A ausência de um braço de apoio aumenta a vulnerabilidade a rasteiras, o que pode levar a situações perigosas.
Certos autores descrevem a meia lua de compasso sem mãos como uma chibata devido ao seu rápido movimento de chicote.

### Com queda de rins

Meia-lua queda de rins.

Meia-lua de compasso com queda de rins é uma combinação de uma meia-lua de compasso com uma queda de rins. Neste movimento, o jogador inicia uma meia-lua de compasso normalmente, mas transita para uma queda de rins no momento do contato com o alvo.
Enquanto gira para desferir o chute, o capoeirista se apoia no cotovelo de sustentação. O movimento pode ser finalizado de várias formas, por exemplo, fazendo a transição para a resistência.

### Reversão
Meia-lua reversão é uma variação que começa como uma meia-lua de compasso, mas termina como um cambalhota frontal. O capoeirista desferre o chute, mas em vez de trazer a perna que chuta para completar o movimento, acompanha o chute com todo o corpo. Normalmente, ele aterrissa sobre a perna de chute e gira 180 graus para encarar o oponente novamente.

### Dupla

Meia-lua de compasso dupla.

Meia-lua de compasso dupla é uma versão do golpe feita sem que nenhuma das pernas toque o chão. Combina os movimentos de um mortal frontal com as mãos diagonal e uma meia-lua de compasso, usando apenas uma ou ambas as mãos para apoiar o corpo durante o chute e completar a rotação. É raramente vista, pois exige um alto nível de equilíbrio e força nos músculos do core.

### Pulada
Meia lua pulada é um chute frequentemente usado no Rio de Janeiro.
O jogador inicia um movimento que lembra o começo de um giro com as mãos, alcançando diagonalmente o chão com a mão cruzando o corpo, e então completa o movimento com o chute, acertando com o calcanhar.